# Torre delle streghe

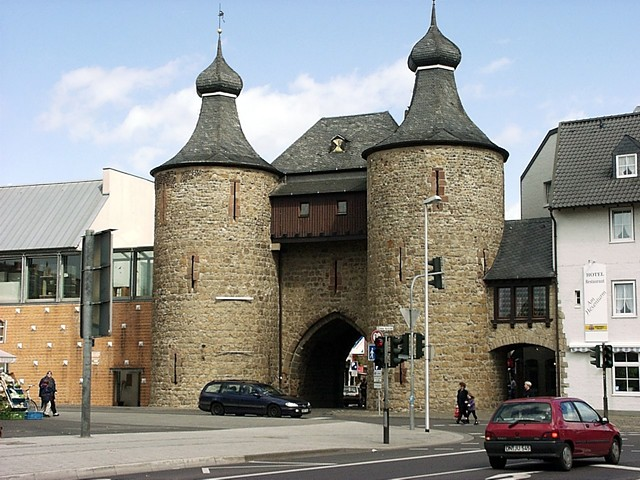
La Hexenturm di Jülich.

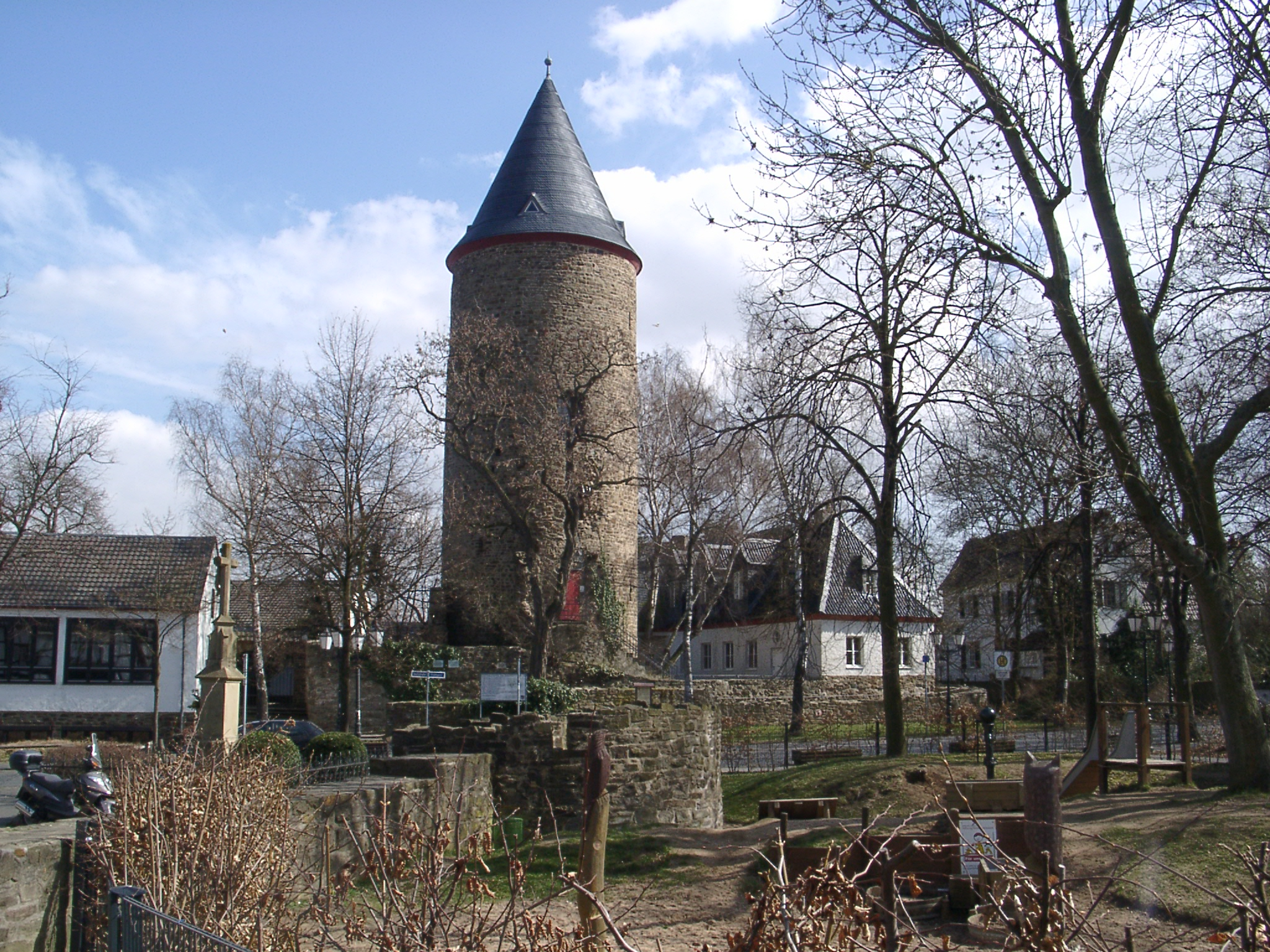
La Hexenturm di Rheinbach.

Torre delle streghe (en. Witch tower o Witches' Tower ; de. Hexenturm) è il nome che identifica, nella struttura fortificata medievale/moderna di una città, una struttura (prigione o dongione) destinata alla cattività dei soggetti accusati di stregoneria. 

## Storia
Le Hexenturm si diffusero durante il periodo della "Caccia alle streghe", quando vennero utilizzate per incarcerare i sospetti/colpevoli di stregoneria. Il nome passò poi ad indicare semplici prigioni o torri parte delle mura cittadine.
Le torri delle streghe si trovano in molte città tedesche come Aschersleben, Coburgo, Frankenberg (Eder), Fulda, Gelnhausen, Geseke, Heidelberg, Herborn, Hofheim am Taunus, Idstein, Jülich, Kaufbeuren, Lahnstein, Landsberg am Lech, Marburg, Markdorf, Memmingen, Olpe, Rheinbach, Rüthen, Treysa, Windecken. Molte di queste torri sono oggi utilizzate come musei.
Secondo la leggenda, diverse streghe furono bruciate sul rogo nella torre delle streghe al Wildensteiner Burg. Gli atti del processo sono conservate negli archivi dell'Alta Valle del Danubio.
A Babenhausen, viene prodotta una birra speciale, la Hexe ("Strega") che raffigura sulla sua etichetta la torre delle streghe locale.
A Salisburgo c'è una torre delle streghe parte delle mura cittadine del XV secolo che funse da prigione (oggi da negozio). Nel 1944 fu distrutta da una bomba e le rovine furono demolite. Solo una foto sulla facciata di Wolf Dietrich Straße e Paris Lodron Straße ricorda questo edificio.
In Italia, era destinata a diventare un Hexenturm la c.d. "Torre dell'Imperatore" alla Pusterla della Chiusa di Milano, su progetto di Federico Borromeo nel XVII secolo e del Governatore di Milano, ma mai effettivamente realizzata.

## Siti

### Torri delle streghe superstiti
- Großes Bollwerk e Hexenturm (Büdingen)
- Hexenturm (Burg)
- Hexenturm (Calbe)
- Hexenturm (Fulda)
- Hexenturm a Gaol di Freising
- Hexenturm (Gelnhausen)
- Hexenturm (Herborn)
- Hexenturm ( Hofheim am Taunus )
- Hexenturm (Idstein), parte del castello di Idstein
- Hexenturm Jülich
- Hexenturm (Memmingen)
- Hexenturm (Oberderdingen)
- Hexenturm (Rüthen)
- Hexenturm (Sarnen)
- Hexenturm (Stein am Rhein)
- Baszta Czarownic (Słupsk)

### Torri delle streghe scomparse
- Hexenturm (Monaco di Baviera), una torre nella seconda cinta muraria di Monaco.
- Hexenturm (Salisburgo), torre nell'antica cinta muraria, oggi all'angolo tra Parigi-Lodron-Straße e Wolf-Dietrich Straße.

### Altri edifici con il nome
- Wildensteiner Burg Hexenturm

## Galleria d'immagini

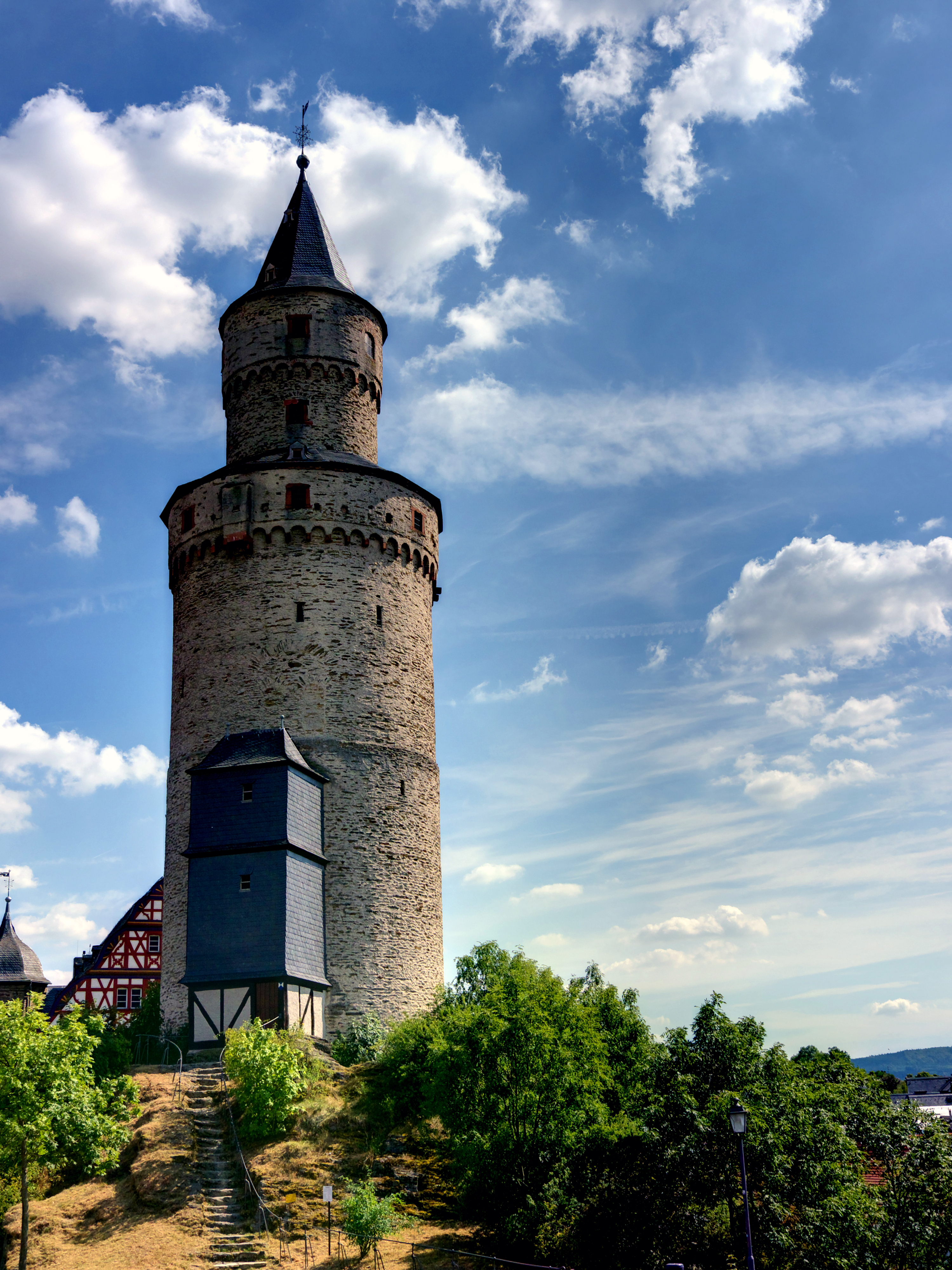
La Hexenturm di Idstein
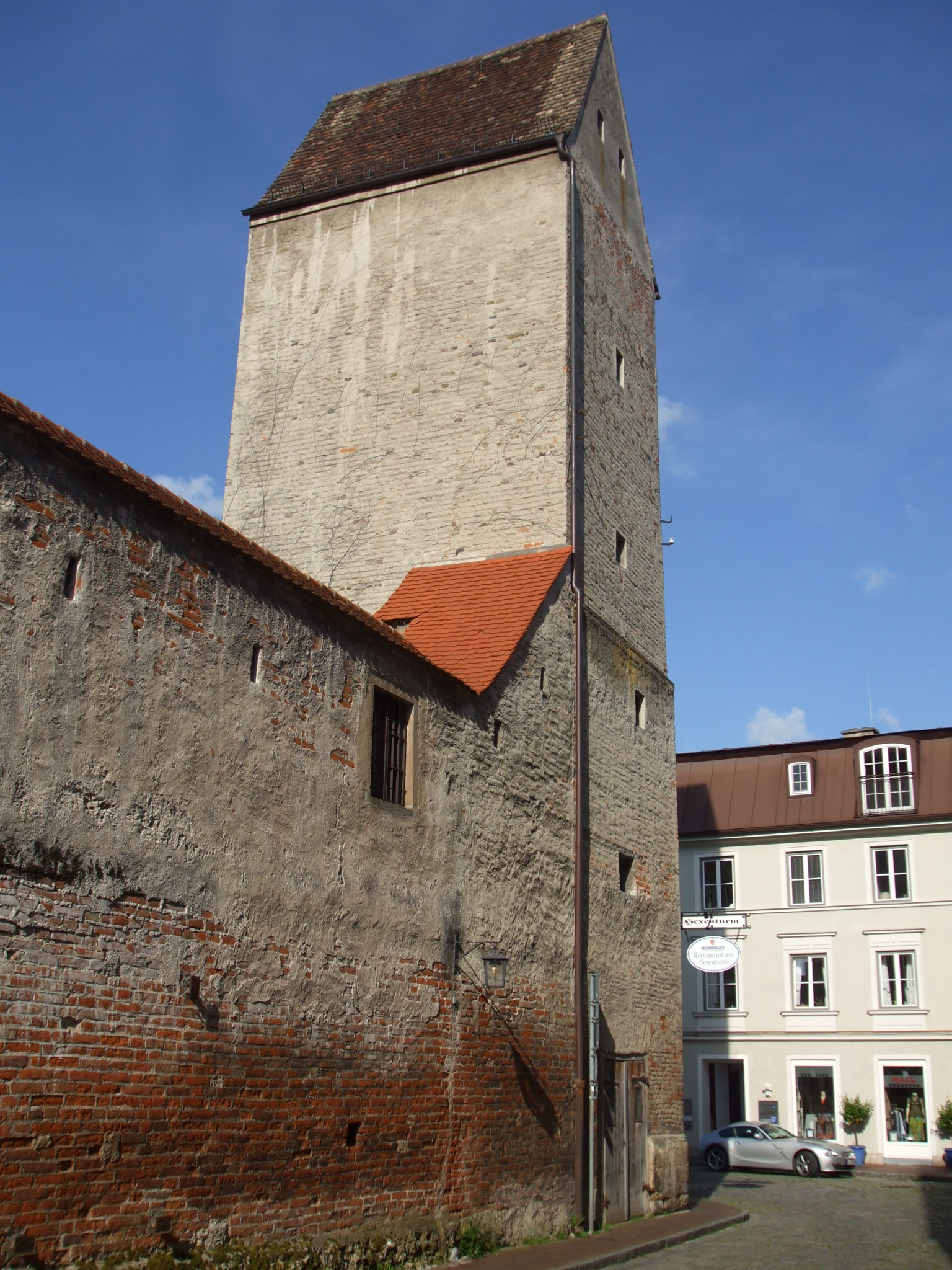
La Hexenturm di Landsberg am Lech
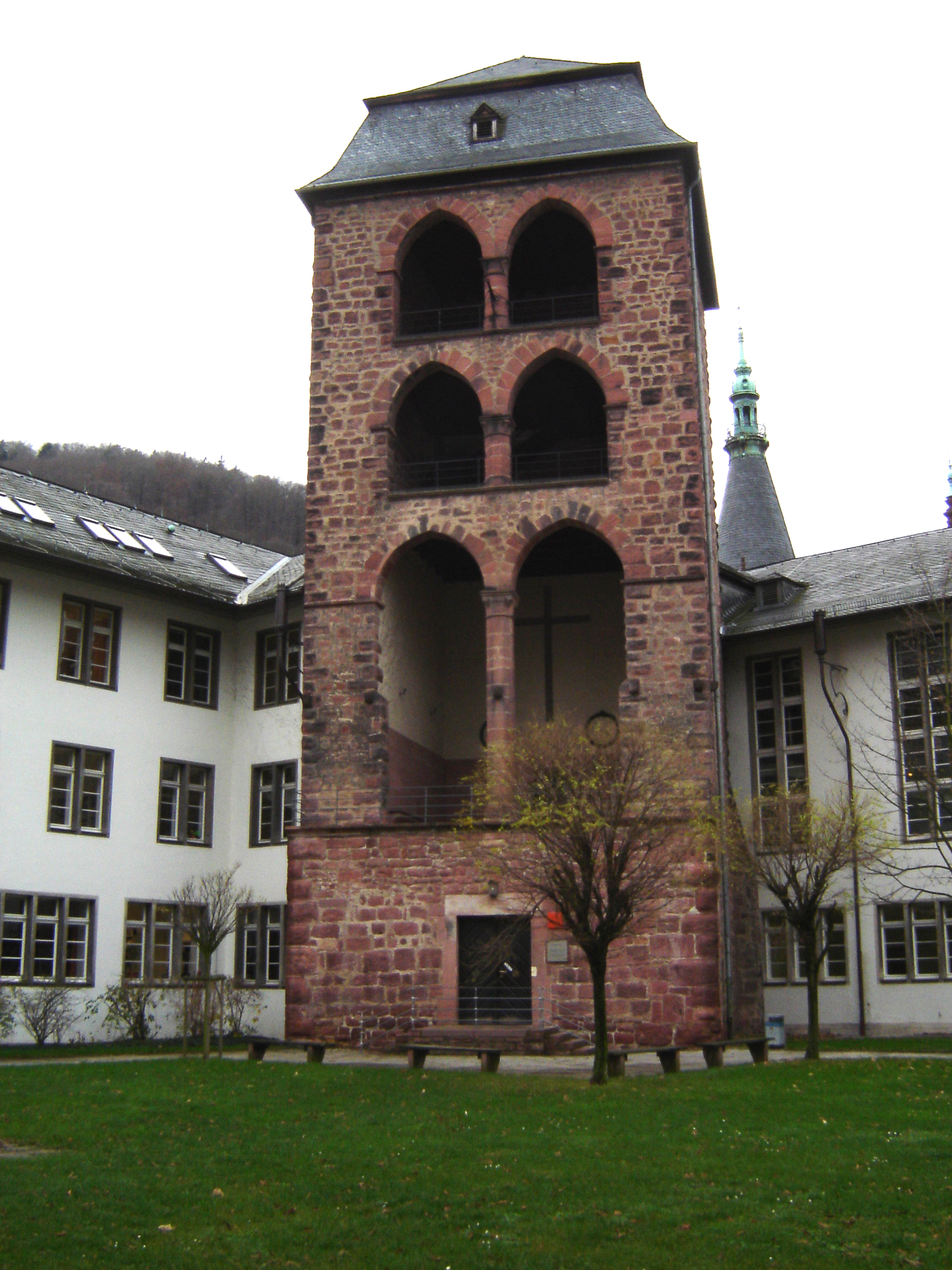
La Hexenturm di Heidelberg, unica vestigia della massiccia cinta muraria medievale cittadina
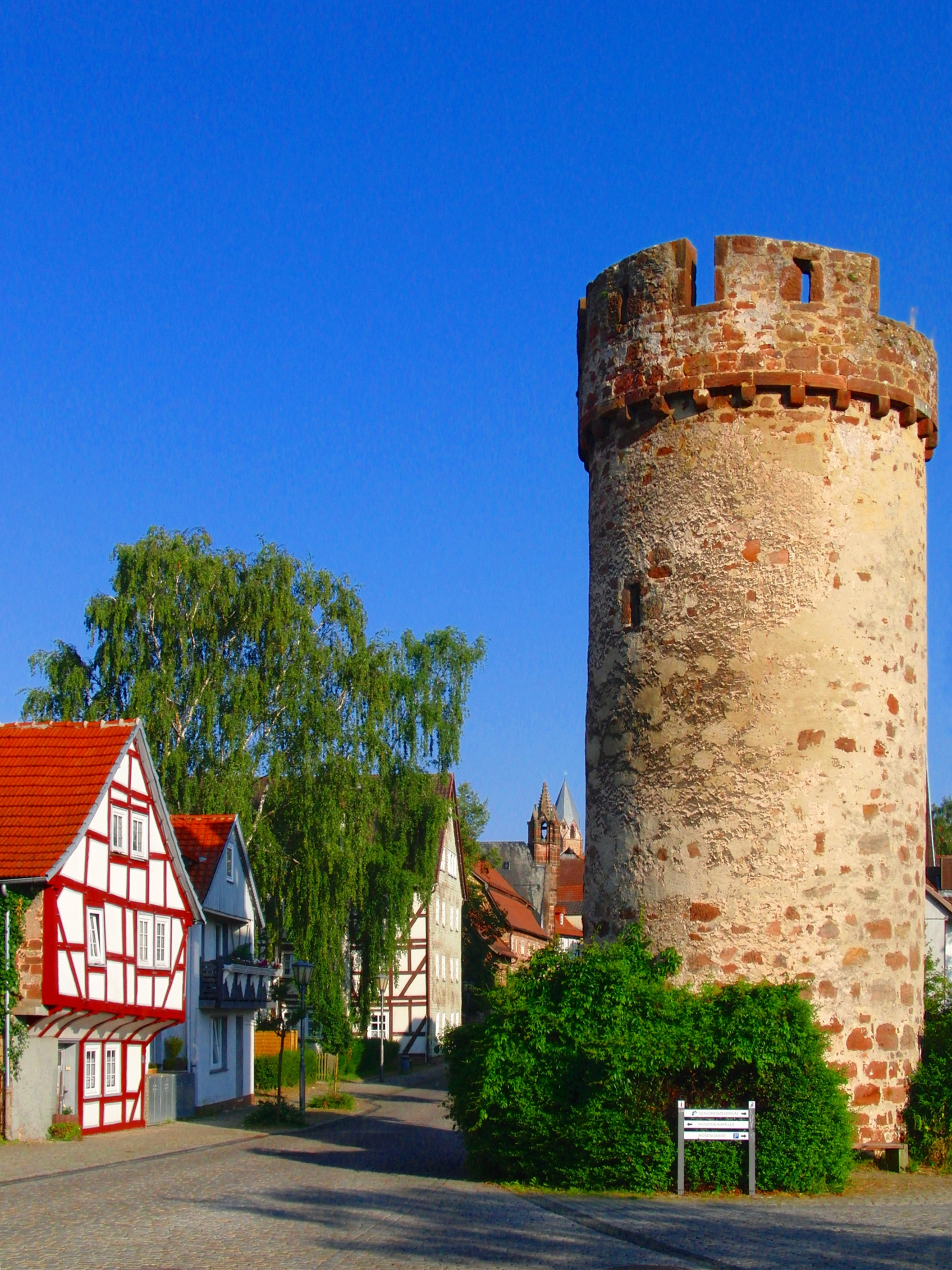
La Hexenturm di Treysa
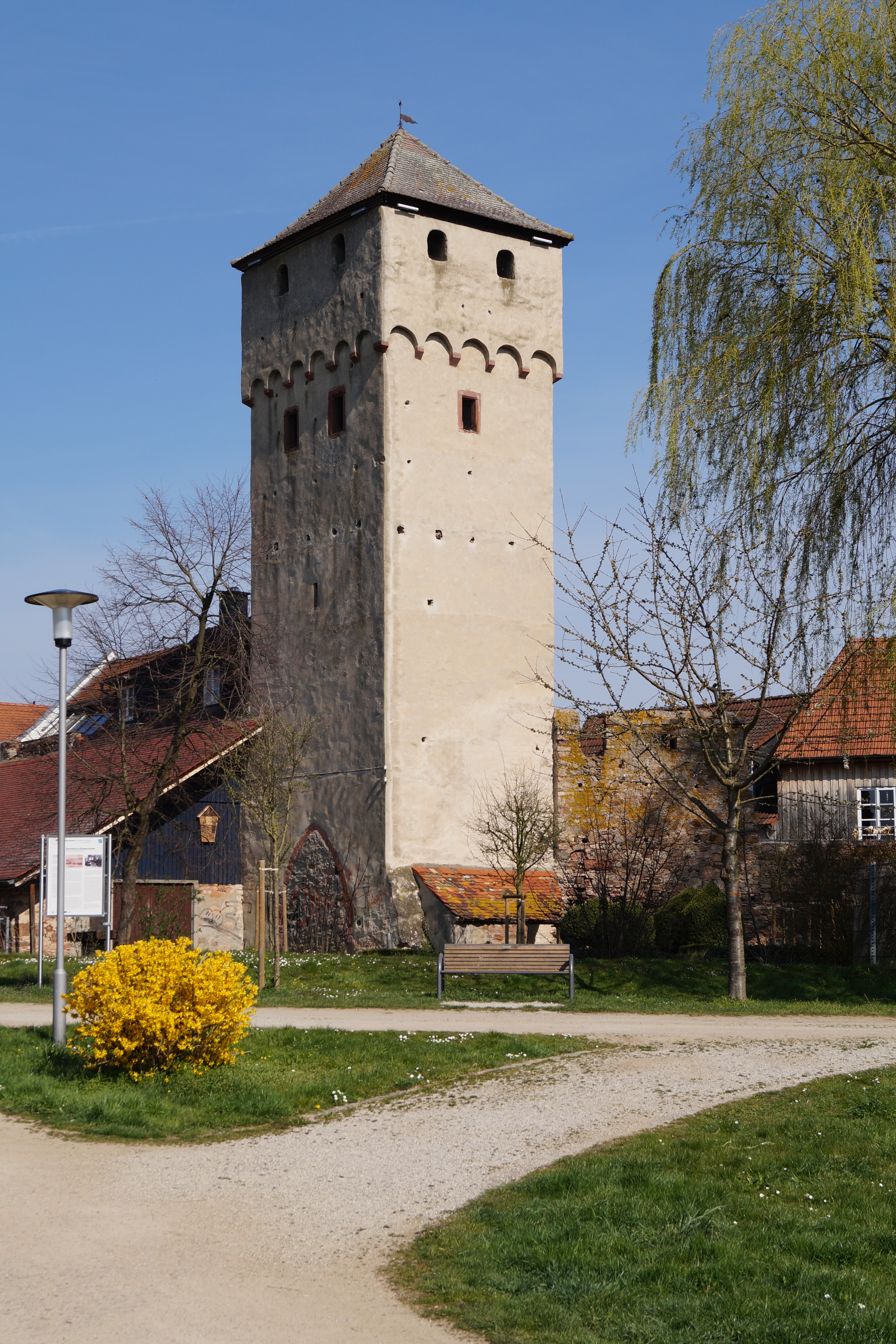
La Hexenturm di Babenhausen (Assia)